# قاعدة الجمجمة
قاعدة الجمجمة هي الجزء الأسفل من الجمجمة، وتتكون من باطنة القحف والأجزاء السفلى من سقف الجمجمة.

## التراكيب
تتضمن قاعدة الجمجمة تراكيب عديدة منها:

### العظام
تتكون قاعدة الجمجمة من 5 عظام هي:
- العظم الغربالي
- العظم الوتدي
- العظم القذالي
- العظم الجبهي
- العظمان الصدغيان

### الجيوب
- الجيب القذالي
- الجيب السهمي العلوي
- الجيب الصخري العلوي

### ثقبة الجمجمة
- الثقبة العوراء للعظم الجبهي
- الثقبة البصرية
- الثقبة الممزقة
- الثقبة المدورة
- الثقبة العظمى
- الثقبة البيضاوية
- الثقبة الوداجية
- الصماخ السمعي الباطن
- الثقبة الخشائية
- الثقبة المشبرية
- الثقب الشائك

### الدرز
- الدرز الجبهي الغربالي
- الدرز الوتدي الجبهي
- الدرز الوتدي الصخري
- الدرز الوتدي الغربالي
- الدرز الصخري الصدفي
- الدرز الوتدي الصدفي

### أخرى
- لسين الوتدي
- حفرة تحت المقوسية
- ظهر السرج
- الناتئ الوداجي
- الشق الصخري القذالي
- النفق اللقمي
- الحديبية الوداجية
- حديبة السرج التركي
- التلم السباتي
- الحفرة النخامية
- النواتئ السريرية الخلفية
- التلم السيني
- الناشزة القذالية الداخلية
- العرف القذالي الداخلي
- الشوكة الغربالية
- القناة الدهليزية
- التلم التصالبي
- الناتئ السريري الأوسط
- حفرة الجيب السيني
- عقدة الثلاثي التوائم
- حفرة القحف المتوسطة
- حفرة القحف الأمامية
- الشريان السحائي الأوسط
- الصفيحة المصفوية
- حفرة القحف الخلفية
- العصب الأنفي الهدبي
- النفق تحت اللسان

## صور إضافية

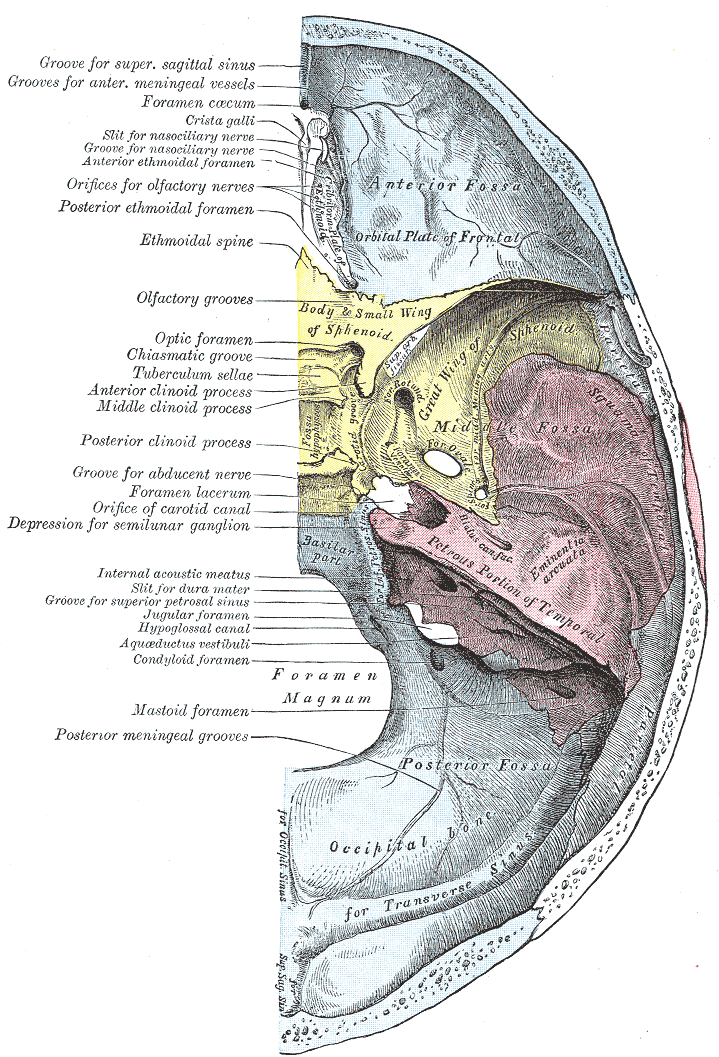
السطح العلوي لقاعدة الجمجمة
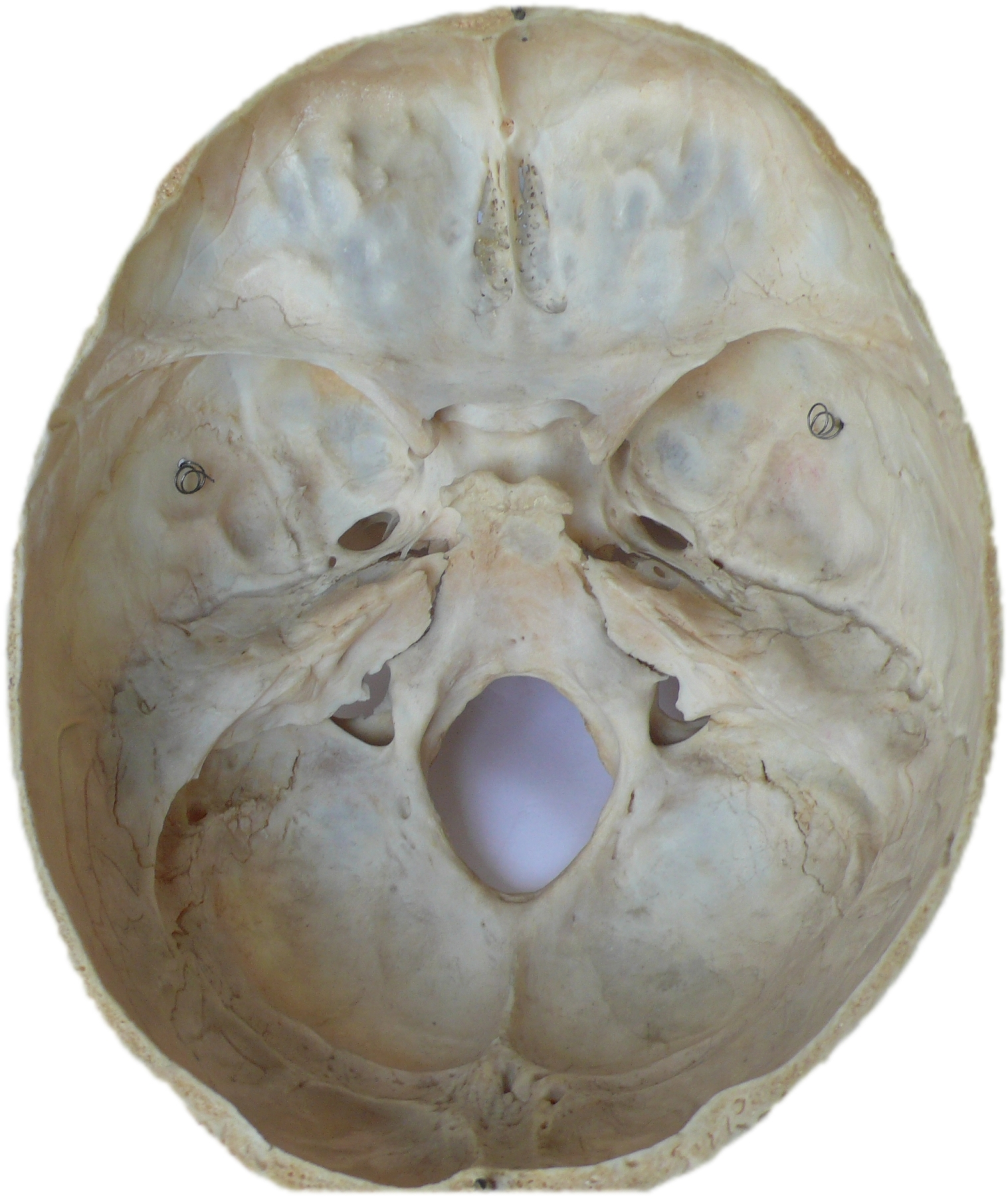
قاعدة الجمجمة
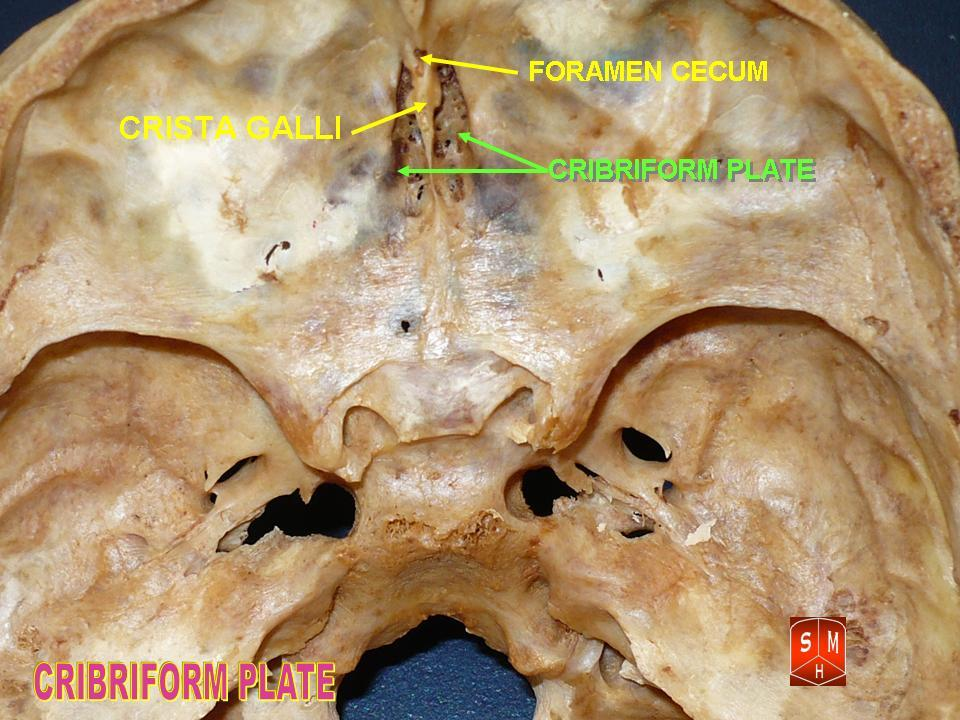
قاعدة الجمجمة - عرف الديك والصفيحة المصفوية والثقبة العوراء
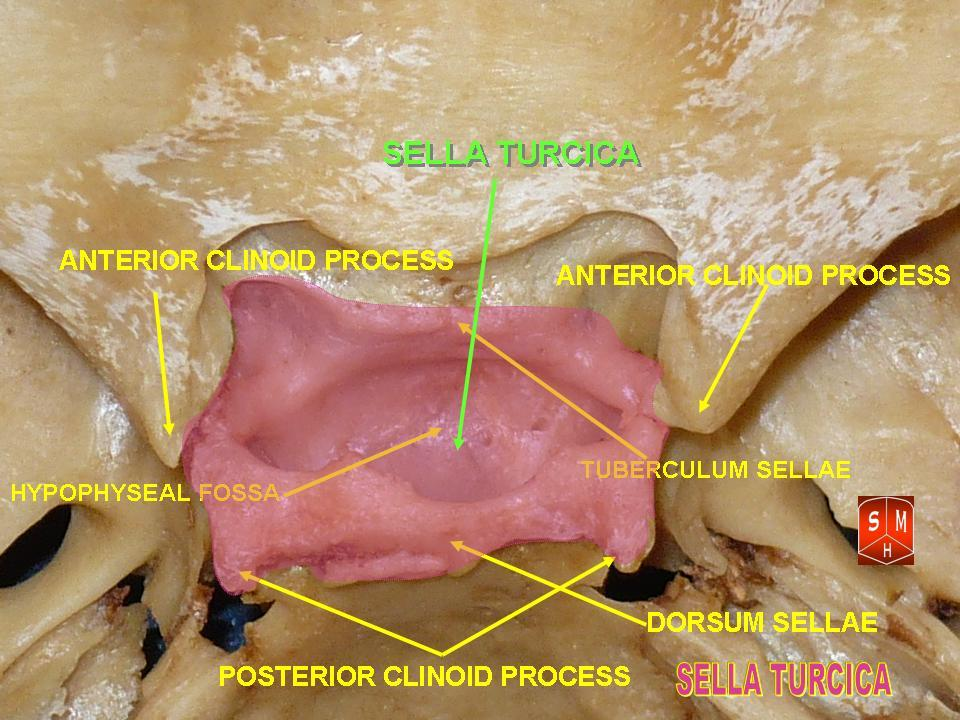
قاعدة الجمجمة - السرج التركي
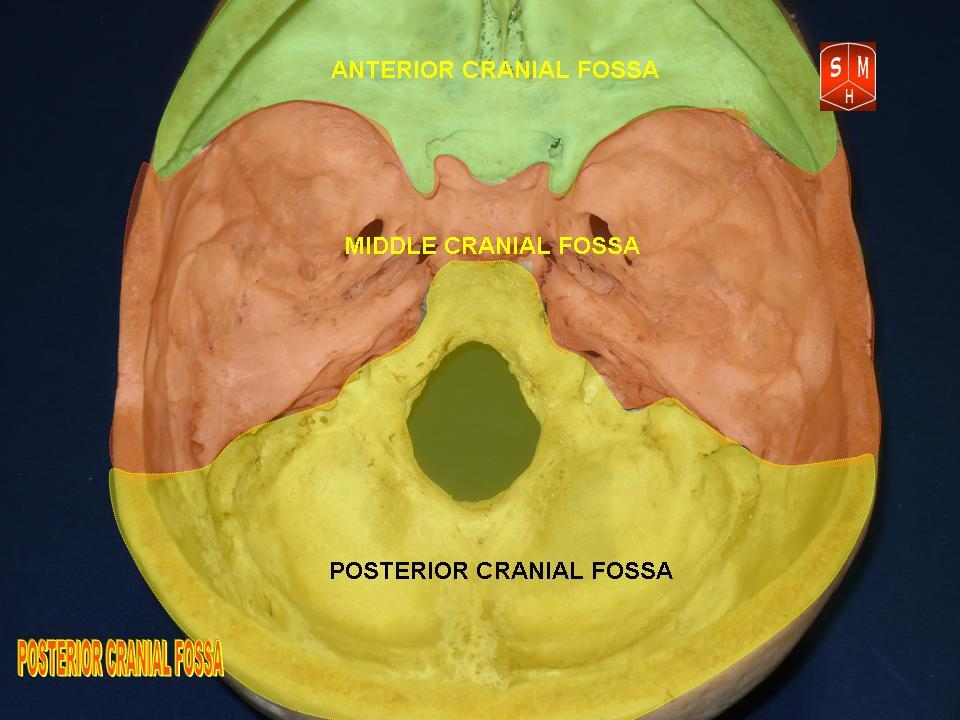
حفر القحف الأمامية والمتوسطة والخلفية
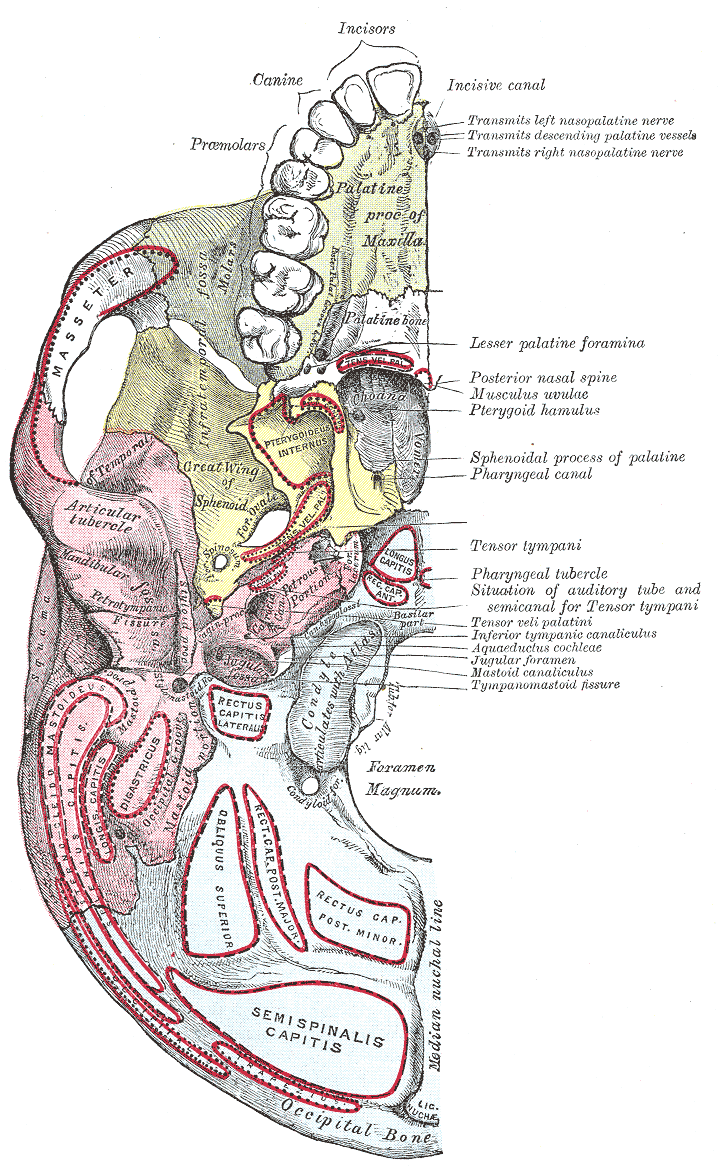
السطح الداخلي لقاعدة الجمجمة. ارتباط العضلات باللون الأحمر